# Stepanakert
Hankendi (în azeră Xankəndi) este un oraș din regiunea economică Karabah din Azerbaidjan. Între 1991-2023 a fost capitala autoproclamatei Nagorno-Karabah create prin ajutorul Republicii Armenia.